# ТЕС Ведделл
ТЕС Ведделл (Weddell) — теплова електростанція на півночі Австралії.
В 2008 році на майданчику ввели в дію дві встановлені на роботу у відкритому циклі газові турбіни потужністю по 43 МВт.
У 2014-му додали другу чергу у складі однієї встановленої на роботу у відкритому циклі газової турбіни потужністю 43 МВт.
ТЕС споруджена з розрахунку на природний газ, який подали по трубопроводу Палм-Воллей – Дарвін. Крім того, район Дарвіну при виникненні потреби може отримувати блакитне паливо від заводів зі зрідження Дарвін ЗПГ та Ічтіс ЗПГ (знаходяться лише за кілька кілометрів від електростанції та сполучені з Палм-Воллей — Дарвін короткими перемичками).